# 圣蒂博 (瓦兹省)
圣蒂博（法語：Saint-Thibault，法語發音：[sɛ̃ tibo]）是法国瓦兹省的一个市镇，属于博韦区。

## 地理
圣蒂博（49°42'0"N, 1°50'43"E）面积10.62 平方千米，位于法国上法蘭西大區瓦兹省，该省份为法国北部内陆省份，北起索姆省，西接厄尔省和滨海塞纳省，南至塞纳-马恩省和瓦兹河谷省，东临埃纳省。
与圣蒂博接壤的市镇（或旧市镇、城区）包括：阿邦库尔、莫利安、罗梅斯康普、萨尔屈、埃斯康。

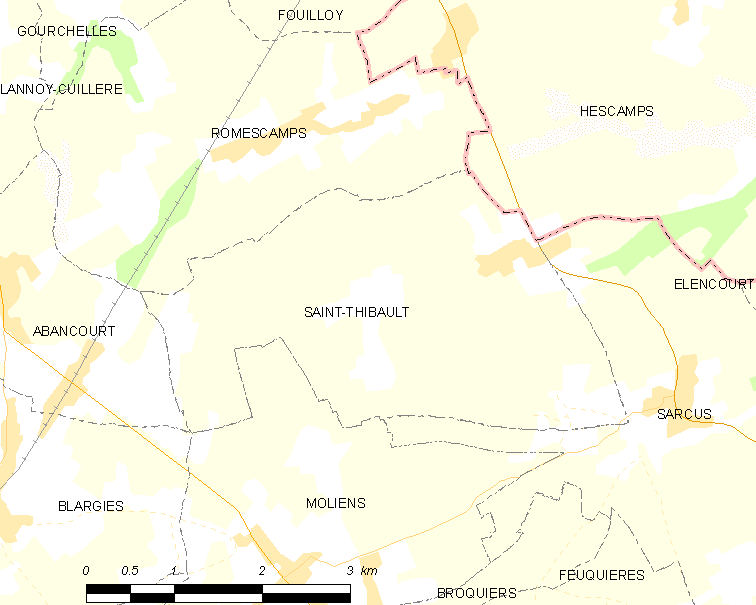
的OSM定位图

圣蒂博的时区为UTC+01:00、UTC+02:00（夏令时）。

## 行政
圣蒂博的邮政编码为60210，INSEE市镇编码为60599。

## 政治
圣蒂博所属的省级选区为格朗维利耶县。

## 人口

1962-2008年间人口变化图示

圣蒂博于2022年1月1日时的人口数量为285人。